# Гюнтер Фридрих Карл I (Шварцбург-Зондерсхаузен)
Гюнтер Фридрих Карл I фон Шварцбург-Зондерсхаузен (на немски: Günther Friedrich Carl I von Schwarzburg-Sondershausen; * 5 декември 1760 в Зондерсхаузен; † 22 април 1837 в ловнния дворец Посен, близо до Зондерсхаузен) от фамилията Дом Шварцбург е управляващ княз на Шварцбург-Зондерсхаузен (1794 – 1835), граф на Хонщайн, господар на Зондерсхаузен, Арнщат, Лойтенберг и Бланкенбург. Абдикира на 19 август/3 септември 1835 г.
Той е син на княз Кристиан Гюнтер III фон Шварцбург-Зондерсхаузен (1736 – 1794) и съпругата му принцеса Шарлота Вилхелмина фон Анхалт-Бернбург (1737 – 1777), дъщеря на княз Виктор Фридрих II фон Анхалт-Бернбург (1700 – 1765) и маркграфиня Албертина фон Бранденбург-Швет (1712 – 1750).
Той обича изкуството и да ловува всяка неделя и има тогава оркестър от шест души. През 1825 г. той построява театър на територията на дворец Зондерсхаузен. Всяка неделя той провежда безплатен малък концерт за жителите.
Той умира на 76 година на 22 април 1837 г. в ловнния дворец Посен, близо до Зондерсхаузен и е погребан в църквата в Ебелебен.

## Фамилия
Гюнтер Фридрих Карл I фон Шварцбург-Зондерсхаузен се жени на 23 юни 1799 г. в Рудолщат за принцеса Вилхелмина Фридерика Каролина фон Шварцбург-Рудолщат (* 21 януари 1774, Рудолщат; † 11 януари 1854, Арнщат), дъщеря на княз Фридрих Карл фон Шварцбург-Рудолщат (1736 – 1793) и принцеса Фредерика София фон Шварцбург-Рудолщат (1745 – 1778). Те имат децата:
- Емилия Фридерика Каролина (* 23 април 1800, Зондерсхаузен; † 2 април 1867, Детмолд), омъжена на 23 април 1820 г. в Арнщат за княз Леополд II фон Липе (1796 – 1851), син на княз Леополд I фон Липе и Паулина фон Анхалт-Бернбург
- Гюнтер Фридрих Карл II (* 24 септември 1801, Зондерсхаузен; † 15 септември 1889, Зондерсхаузен), княз на Шварцбург-Зондерсхаузен, абдикира на 17 юли 1880 г., женен I. на 12 март 1827 г. в Рудолщат за принцеса Каролина Ирена Мария фон Шварцбург-Рудолщат (* 6 април 1809, Рудолщат; † 29 март 1833, Арнщат), II. на 29 май 1835 г. в Йоринген (развод 5 май 1852) за принцеса Матилда фон Хоенлое-Йоринген (* 3 юли 1814, Йоринген; † 3 юни 1888 в дворец Мирабел близо до Залцбург)

Той има и незаконните деца:
От Йохана Мюнх:
- Гюнтер Готфрид Мюнх (* 1792), лесничей[4], женен за Емма Виктория София Тереза Ебарт (* 1804), дъщеря на камерпрезидента в Шварцбург-Зондерсхаузен Йохан Август Фридрих Ебарт (1765 – 1840).

От София Елизабет Щайнграбе фрау Кох (* 1761):
- Карл Фридрих фон Кок († 1818), признат 1798 († 1818), женен в Зондерсхаузен на 11 март 1808 г. за Ернестина Хенриета Доротея фон Хопфгартен (* 9 април 1787, Зондерсхаузен; † 8 декември 1843, Дрезден)

От Луиза Фридерика Доротея фон Фасхебер (1765 – 1829):
- Лудвиг Гюнтер (* 15 март 1793, Зондерсхаузен; † 13 юли 1857, Ротлебен), признат 1798, женен на 11 декември 1815 г. в Шернберг за Фридерика Каролина София фон Кригер (* 24 януари 1798; † 26 септември 1888, Зондерсхаузен)
- Гюнтерина Фридерика Каролина Фасхебер (* 19 февруари 1795, Зондерсхаузен; + 19 юни 1875, Наумбург), призната 1798 г., омъжена на 10 септември 1810 г. за Август Йохан Адолф фон Вайсе († 14 август 1855, Наумбург)

От Луиза Йохана Елизабет Мюнх (1776 – 1847):
- Гюнтерина Вилхелмина Луиза Фридерика Муке (* 11 октомври 1798, дворец Ебелебен; † 20/23 март 1884, Зондерсхаузен), призната 1799 г. омъжена на 5 декември 1816 г. за Фридрих Август Вундерлих († 1854, Зондерсхаузен)